# Campo El Prado
El Prado es uno de los campos que conforman la población de Tía Juana, estado Zulia, Venezuela.

## Ubicación
Campo el Prado se encuentra entre el área industrial de Tía Juana al oeste, la carretera G al sur, la Av Intercomunal al este y la entrada de Tía Juana al norte.

## Zona Residencial
El prado es uno de los campos construidos por las compañías petroleras para habitación de sus trabajadores, en él se encuentra una farmacia y la escuela Caracciolo Parra Leon. Se encuentra rodeado de áreas verdes boscosas, parques, la mejestuosa avenida principal con sus grandes chaguaramos, entrada al área Industrial Tía Juana de, hoy PDVSA, y a los campos vecinos  Miramontes, la Ceiba y  Campo Verde, sin dejar de mencionar el conocido parque el Buchón, para el entretenimiento de sus habitantes.

## Sitios de Referencia
- Escuela Caracciolo Parra Leon